# 妖物 (漫畫)
是日本漫畫家賀來友治創作的漫畫作品，自2021年11月15日起在集英社旗下雜誌《週刊少年Jump》開始連載，至2022年5月30日連載結束。單行本全3卷。

## 故事

### 設定
「妖物」是能變身成人形的怪物，他們主宰著日本黑社會。妖物被打敗後，肉體會變成錢，而靈魂雖然不滅，但需要99年後才能恢復肉身。
1990年2月，關東最大指定暴力團「炎魔會」的會長鬼王過世，之後兩年間，炎魔會分裂成數個組織，爭奪下任霸權，新宿歌舞伎町逐漸失序。其中有四股主要勢力：燈獨步率領的「新生炎魔會」、暴走族組成的「轟連合」、統領夜總會生意的「怪☆美星's」、在新宿外發展勢力的「KORI酒店」。

### 劇情大綱
男主角海堂丸夫夢想成為漫畫主角，從小根據漫畫練出一身怪力，並渴望能和強者對戰。某日他遇見被一群妖物黑幫成員追捕的麗，丸夫輕而易舉地打垮黑幫。麗是鬼王的私生女，對身為人類卻有異常怪力的他很感興趣，認為他能助自己復仇，便和他歃血為盟，成為他的義姊。丸夫意識到這可以讓自己體驗夢寐以求的「漫畫主角般的人生」，便毫不猶豫地答應了。
麗取得了事務所並成立「麗組」，並很快就被燈獨步盯上。丸夫被打得體無完膚。麗解放自己真正的力量，才得以帶手下逃走。為了拓展勢力，麗和轟連合結盟。但在他們試圖和其他勢力合作時，卻發現怪☆美星's已經被新生炎魔會消滅，而KORI酒店也無意再與新生炎魔會往來，並監禁了前去交涉的麗。另一方面，丸夫在經過修練後克服對火的恐懼，並在聞訊後前去酒店營救麗。KORI酒店的副經理多摩川為了勝過丸夫，不惜以禁術變化成燈獨步，並因此失控暴走。丸夫和伙伴們合力對抗多摩川，並以修行所學救了多摩川。
故事以丸夫和燈獨步進行單挑作結，並未揭示此戰的結果。

## 出版
| 卷數 | 集英社   | 集英社       | 集英社                 | 文化傳信                 | 文化傳信       | 文化傳信               | 東立出版社                 | 東立出版社    | 東立出版社             |
| 卷數 | 日文標題 | 發售日期     | ISBN                   | 中文標題                 | 發售日期       | ISBN                   | 中文標題                   | 發售日期      | ISBN                   |
| ---- | -------- | ------------ | ---------------------- | ------------------------ | -------------- | ---------------------- | -------------------------- | ------------- | ---------------------- |
| 1    |          | 2022年3月4日 | ISBN 978-4-08-883039-1 | 陪你們玩玩吧，一班二打六 | 2022年8月17日  | ISBN 978-988-8721-74-0 | 我就陪你們玩玩，街頭小混混 | 2024年5月23日 | ISBN 978-626-347-512-0 |
| 2    |          | 2022年6月3日 | ISBN 978-4-08-883141-1 | 我們交過盃吧             | 2022年12月22日 | ISBN 978-988-8721-82-5 | 我們是『親子』吧           | 2025年5月16日 | ISBN 978-626-347-513-7 |
| 3    |          | 2022年8月4日 | ISBN 978-4-08-883199-2 | 溫羅羅組                 | 2022年12月22日 | ISBN 978-988-8721-90-0 |                            |               |                        |

## 外部連結
- 漫畫官方網站 （页面存档备份，存于）
- 妖物的X（前Twitter）